# Filmografia de Rachel Weisz

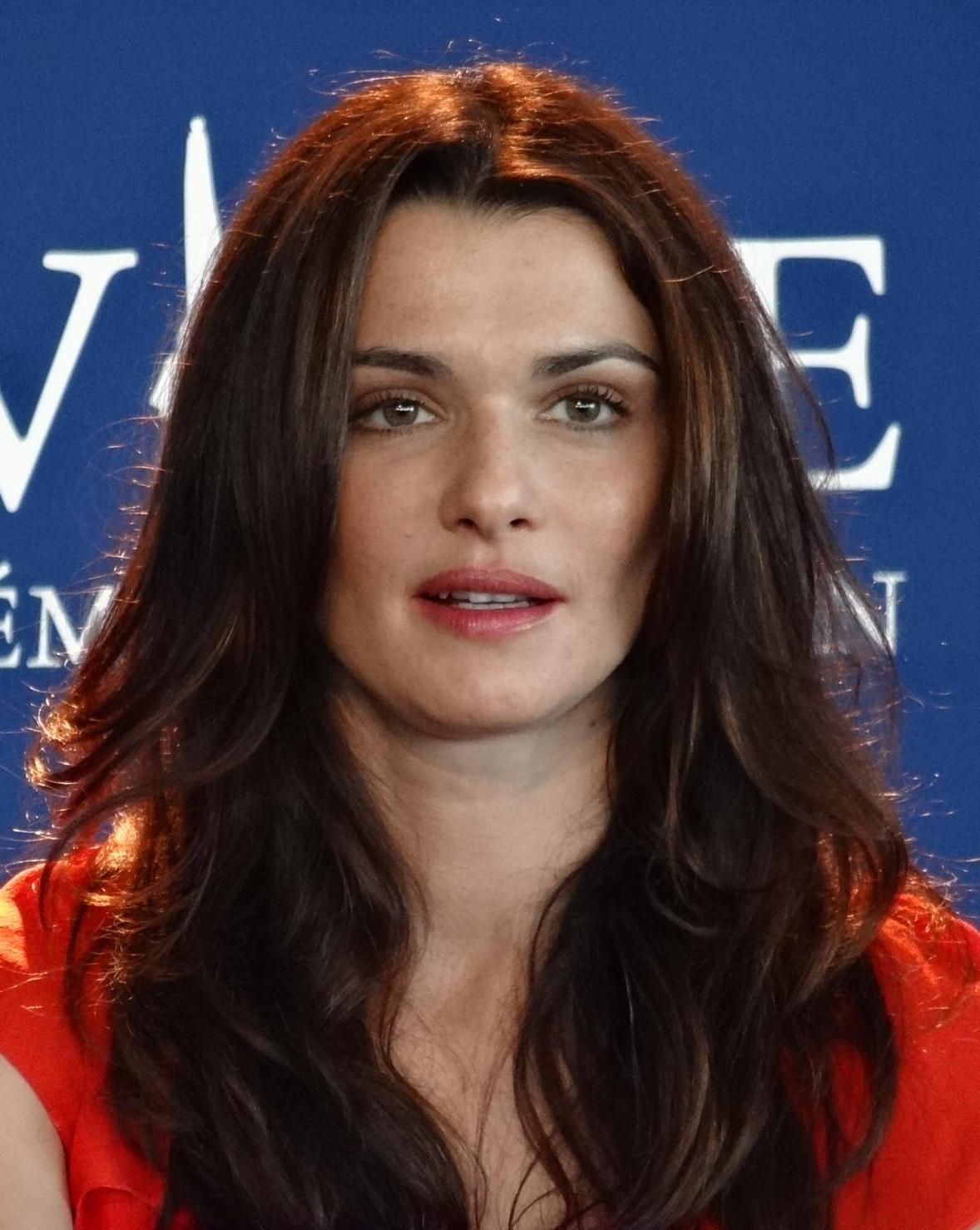
Rachel Weisz em 2016

Esta é a lista completa de filmes da atriz Rachel Weisz.

## Filmes
| Ano  | Titulo original                                               | Título brasileiro                   | Papel                                          | Notas |
| ---- | ------------------------------------------------------------- | ----------------------------------- | ---------------------------------------------- | --- |
| 1994 | Death Machine                                                 |                                     | Junior Executive                               | |
| 1996 | Chain Reaction                                                | Reação em Cadeia                    | Dra. Lily Sinclair                             | |
| 1996 | Stealing Beauty                                               | Beleza Roubada                      | Miranda Fox                                    | |
| 1997 | Bent                                                          |                                     | Garota de programa                             | |
| 1997 | Going All the Way                                             | Indo Até o Fim                      | Marty Pilcher                                  | |
| 1997 | Swept from the Sea                                            | Trazido pelo Mar                    | Amy Foster                                     | |
| 1997 | I Want You                                                    | Desejo Você                         | Helen                                          | |
| 1998 | The Land Girls                                                | No Campo das Paixões                | Agapanthus                                     | |
| 1999 | The Mummy                                                     | A Múmia                             | Evelyn Carnahan                                | Indicações Saturn Awards de Melhor Atriz |
| 1999 | Sunshine                                                      | Sunshine - o Despertar de um Século | Greta                                          | |
| 1999 | Tube Tales                                                    | Viagem Urbana                       | Angela                                         | |
| 2000 | Beautiful Creatures                                           | Divinas Criaturas                   | Petula                                         | |
| 2000 | This Is Not an Exit: The Fictional World of Bret Easton Ellis |                                     | Lauren Hynde                                   | |
| 2001 | Enemy at the Gates                                            | Círculo de Fogo                     | Tania Chernova                                 | |
| 2001 | The Mummy Returns                                             | O Retorno da Múmia                  | Evelyn Carnahan-O'Connell / Princesa Nefertiri | Indicações Empire Awards de Melhor Atriz |
| 2002 | About a Boy                                                   | Um Grande Garoto                    | Rachel                                         | |
| 2003 | Confidence                                                    | Confidence - O Golpe Perfeito       | Lily                                           | |
| 2003 | The Shape of Things                                           | Arte, Amor e Ilusão                 | Evelyn Ann Thompson                            | |
| 2003 | Runaway Jury                                                  | O Júri                              | Marlee / Gabrielle Brant                       | |
| 2004 | Envy                                                          | A Inveja Mata                       | Debbie Dingman                                 | |
| 2005 | Constantine                                                   |                                     | Angela / Isabel Dodson                         | |
| 2005 | The Constant Gardener                                         | O Jardineiro Fiel                   | Tessa Quayle                                   | Prêmios Oscar de Melhor Atriz Coadjuvante Globo de Ouro de Melhor Atriz Coadjuvante SAG Award de Melhor Atriz CoadjuvanteLondon Film Critics' Circle de Melhor Atriz Britânica San Diego Film Critics Society Award de Melhor Atriz Coadjuvante St. Louis Gateway Film Critics Association Award Indicações Critics' Choice Movie Awards de Melhor Atriz Coadjuvante - Cinema BAFTA de Melhor Atriz - Cinema Online Film Critics Society Award de Melhor Atriz Coadjuvante Vancouver Film Critics Circle Award de Melhor Atriz Coadjuvante                                                                              |
| 2006 | The Fountain                                                  | Fonte da Vida                       | Izzi Creio / Rainha Isabel I de Castela        | |
| 2006 | Eragon                                                        |                                     | Saphira (voz)                                  | |
| 2007 | Fred Claus                                                    | Titio Noel                          | Wanda                                          | |
| 2007 | My Blueberry Nights                                           | Um Beijo Roubado                    | Sue Lynne                                      | |
| 2008 | Definitely, Maybe                                             | Três Vezes Amor                     | Natasha / Summer Hartley                       | |
| 2008 | The Brothers Bloom                                            | Vigaristas                          | Penelope                                       | |
| 2009 | The Lovely Bones                                              | Um Olhar do Paraíso                 | Abigail Salmon                                 | |
| 2009 | Agora                                                         | Ágora                               | Hypatia                                        | Indicações Goya Award de Melhor Atriz Principal |
| 2010 | The Whistleblower                                             | A Informante                        | Kathryn Bolkovac                               | Indicações Genie Award de Melhor Atriz Principal Vancouver Film Critics Circle Award de Melhor Atriz Principal |
| 2011 | 360                                                           | 360 - A Vida É um Círculo Perfeito  | Rose                                           | |
| 2011 | Dream House                                                   | A Casa dos Sonhos                   | Libby Atenton / Elizabeth Ward                 | |
| 2011 | The Deep Blue Sea                                             | Amor Profundo                       | Hester Collyer                                 | Prêmios New York Film Critics Circle Award de Melhor Atriz Indicações Globo de Ouro de Melhor Atriz - Drama London Film Critics' Circle de Melhor Atriz Britânica Online Film Critics Society de Melhor Atriz |
| 2012 | The Bourne Legacy                                             | O Legado Bourne                     | Dra. Marta Shearing                            | |
| 2013 | Oz: The Great and Powerful                                    | Oz: Mágico e Poderoso               | Evanora                                        | |
| 2014 | Whitey: United States of America v. James J. Bulger           |                                     | Ela mesma                                      | Documentário |
| 2015 | The Lobster                                                   | O Lagosta                           | Mulher míope                                   | |
| 2015 | Youth                                                         | Juventude                           | Lena Ballinger                                 | European Film Award de Melhor Atriz |
| 2016 | Complete Unknown                                              | Desconhecida                        | Alice Manning                                  | |
| 2016 | The Light Between Oceans                                      | A Luz Entre Oceanos                 | Hannah Roennfeldt                              | |
| 2016 | Denial                                                        | Negação                             | Deborah Lipstadt                               | |
| 2017 | My Cousin Rachel                                              | Minha Prima Raquel                  | Rachel Ashley                                  | |
| 2017 | Disobedience                                                  | Desobediência                       | Ronit Krushka                                  | Produtora Indicações British Independent Film Awards de Melhor Filme |
| 2017 | The Mercy                                                     | Somente o Mar Sabe                  | Clare Crowhurst                                | |
| 2018 | The Favourite                                                 | A Favorita                          | Sarah Churchill, Duquesa de Marlborough        | Prêmios BAFTA de Melhor Atriz Coadjuvante British Independent Film Awards de Melhor Atriz Coadjuvante London Film Critics' Circle de Melhor Atriz Coadjuvante Indicações Oscar de Melhor Atriz Coadjuvante Alliance of Women Film Journalists de Melhor Atriz Coadjuvante Critics' Choice Movie Awards de Melhor Atriz Coadjuvante Globo de Ouro de Melhor Atriz Coadjuvante em Cinema Online Film Critics Society Award de Melhor Atriz Coadjuvante Satellite Award de Melhor Atriz Coadjuvante em Cinema St. Louis Gateway Film Critics Association de Melhor Atriz Coadjuvante SAG Award de Melhor Atriz Coadjuvante |
| 2021 | Black Widow                                                   | Viúva Negra                         | Melina Vostokoff / Viúva Negra                 | |

## Televisão
| Year | Title              | Role                | Notes                                                                  |
| ---- | ------------------ | ------------------- | ---------------------------------------------------------------------- |
| 1992 | Advocates II       | Sarah Thompson      | Filme para televisão                                                   |
| 1993 | Inspector Morse    | Arabella Baydon     | Episódio: "Twilight of the Gods"                                       |
| 1993 | Tropical Heat      | Joey                | Episódio: "His Pal Joey"                                               |
| 1993 | Scarlet and Black  | Mathilde            | Minissérie                                                             |
| 1994 | Seventeen          |                     | Curta-metragem para televisão                                          |
| 1994 | Screen Two         | Becca               | Episódio: "Dirtysomething"                                             |
| 1994 | White Goods        | Elaine              | Filme para televisão                                                   |
| 1998 | My Summer with Des | Rosie               | Filme para televisão                                                   |
| 2010 | The Simpsons       | Dra. Thurmond (voz) | Episódio: "How Munched Is That Birdie in the Window?"                  |
| 2011 | Page Eight         | Nancy Pierpan       | Indicações Satellite Awards de Melhor Atriz em Minissérie ou Telefilme |